# Juan Puente Acero
Juan Puente Acero (Lima, 3 de agosto de 1912 - Lima, 12 de septiembre de 2004) fue un futbolista peruano. Jugó como delantero en el Alianza Lima en la década de los 30. Fue ebanista de ocupación. Su padre fue Juan Puente Echevarría, exjugador aliancista.

## Biografía
Llegó al Alianza Lima en el año 1930 y alcanzó la titularidad en el año 1934. Formó parte del equipo aliancista conocido como Rodillo Negro.Su participación fue de 13 temporadas seguidas y anotó 36 goles en 98 partidos con el cuadro blanquiazul.

## Palmarés
| Título                                         | Club         | País | Año  |
| ---------------------------------------------- | ------------ | ---- | ---- |
| Primera División del Perú                      | Alianza Lima | Perú | 1931 |
| Primera División del Perú                      | Alianza Lima | Perú | 1932 |
| Primera División del Perú                      | Alianza Lima | Perú | 1933 |
| Primera División de la Liga Provincial de Lima | Alianza Lima | Perú | 1939 |